# C/1966 T1 (Rudnicki)
Kometa Rudnickiego (lub C/1966 T1) – kometa jednopojawieniowa odkryta przez polskiego astronoma, prof. Konrada Rudnickiego w 1966 roku.

## Odkrycie komety
Odkrycie komety miało miejsce w Obserwatorium Palomar, gdzie profesor Rudnicki zajmował się badaniem i szukaniem gwiazd supernowych. Na jednym ze zdjęć, na których poszukiwał tych obiektów, zauważył rozmytą plamkę. Porównując zdjęcia z innych dni, zauważył, że „plamka” ta przemieszcza się na tle gwiazd. O odkryciu nowej komety niezwłocznie powiadomił Międzynarodową Unię Astronomiczną, która wkrótce potwierdziła jego odkrycie.

## Orbita komety
Kometa Rudnickiego porusza się po orbicie w kształcie hiperboli o mimośrodzie 1,00039. Peryhelium jej znajdowało się w odległości 0,419 j.a. od Słońca, nachylenie do ekliptyki wynosi zaś 30,32˚.